# Une nuit au bordel
 Pour plus de détails, voir Fiche technique et Distribution
Une nuit au bordel est un film pornographique de John B. Root, sorti en 2002.

## Synopsis
L’inspecteur Hervé roule seul dans la campagne au volant de sa voiture. Muni d’une commission rogatoire, il se dirige, à contrecœur, vers la maison close que tient Mélanie afin de réunir les preuves nécessaires à sa fermeture. S’introduisant dans les lieux, il tombe rapidement sous le charme de l’endroit où règne une ambiance de fête et de plaisir permanent. Mélanie dirige sa maison d’une main ferme et toutes les pensionnaires reçoivent une solide formation avant qu’un client leur soit confié. D’ailleurs, elles sont très motivées puisque, exerçant une profession principale, elles ne se prostituent qu’à titre accessoire et par goût. Parcourant les lieux, l’inspecteur Hervé est reconnu par un vieux commissaire à la retraite qui lui confie un dossier compromettant grâce auquel il va pouvoir mettre fin à la procédure judiciaire. Soulagée, Mélanie lui prouve sa reconnaissance.

## Autour du film
Réalisé pour le compte des productions Marc Dorcel, Une nuit au bordel adopte les règles du genre porno chic : ambiance feutrée, décors luxueux, et actrices élégantes. On reconnaît néanmoins la touche de John B. Root au travers d’une certaine recherche du naturel dans les dialogues et le jeu des acteurs, ainsi que dans un message appuyé en faveur de la liberté du plaisir.
Parmi les figurantes, on remarque la présence d'Ally Mac Tyana (alias Dany Verissimo) qui travaillait sur ce film en tant qu'assistant de John B. Root, et ne participe pas aux scènes sexuelles.
Le DJ et producteur de musique électronique français SebastiAn et le critique de cinéma Thierry Jousse font des apparitions en tant que figurants.

## Fiche technique
- Titre : Une nuit au bordel
- Réalisation, scénario, image et montage : John B. Root
- Directeur de production : Patrick David
- Musique : Marc Dorcel
- Production : Marc Dorcel
- Date de sortie : 2002
- Film : français
- Genre : pornographie
- Durée : 128 minutes
- Titre alternatif : Une nuit très particulière (titre utilisé lors de la diffusion sur Canal +)[3]

## Distribution
- Mélanie Coste : Mélanie, la tenancière du bordel
- HPG : l'inspecteur Hervé
- Adrianna Laurenti : Adrianna
- Tiffany Hopkins : Tiffany
- Francesco Malcom : Gianni
- Nomi : Amélie, la femme de chambre
- Lea De Mae : Maria Magdalena
- Monika Sweetheart : une prostituée
- Ian Scott : un client
- Sandy Style : la nouvelle
- Bamboo : la prostituée asiatique
- Ally Mac Tyana, Thierry Jousse (figurants)